# Буяны (Ленинградская область)
Буя́ны — деревня в Ретюнском сельском поселении Лужского района Ленинградской области.

## История

### До XIX века
Впервые упоминается в писцовых книгах Шелонской пятины 1498 года, как деревня Буяна — 1 обжа в Дремяцком погосте Новгородского уезда.

### XIX — начало XX века
Деревня Буяна обозначена на карте Санкт-Петербургской губернии Ф. Ф. Шуберта 1834 года.

БУЯНЫ — деревня принадлежит статской советнице Елене Тулубьевой, число жителей по ревизии: 12 м. п., 15 ж. п. (1838 год)

Как деревня Буяна она отмечена на карте профессора С. С. Куторги 1852 года.

БУЯНЫ — деревня госпожи Тулубьевой и Ведомства государственного имущества, по просёлочной дороге, число дворов — 6, число душ — 22 м. п. (1856 год)

Согласно X-ой ревизии 1857 года деревня состояла из двух частей:

1-я часть: число жителей — 7 м. п., 5 ж. п.

2-я часть: число жителей — 13 м. п., 15 ж. п.

БУЯНЫ — деревня владельческая при ключе, число дворов — 6, число жителей: 21 м. п., 20 ж. п. (1862 год)

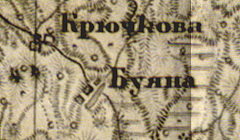
Деревня Буяны на карте 1863 года

Согласно карте из «Исторического атласа Санкт-Петербургской Губернии» 1863 года деревня называлась Буяна.
В 1868 году временнообязанные крестьяне деревни Буян выкупили свои земельные наделы у Н. Ф. Тутолмина и стали собственниками земли.
Согласно подворной описи Шильцевского общества Городецкой волости 1882 года, деревня Буяны состояла из двух частей:

1) домов — 2, душевых наделов — 7, семей — 2, число жителей — 6 м п., 7 ж. п.; разряд крестьян — государственные.

2) бывшее имение Тутолминой, домов — 10, душевых наделов — 13, семей — 9, число жителей — 30 м п., 24 ж. п.; разряд крестьян — собственники.
В XIX веке деревня административно относилась ко 2-му стану Лужского уезда Санкт-Петербургской губернии, в начале XX века — к Городецкой волости 5-го земского участка 4-го стана.
По данным «Памятной книжки Санкт-Петербургской губернии» за 1905 год деревня Буяны входила в Шильцевское сельское общество.

### 1917—1991 годы

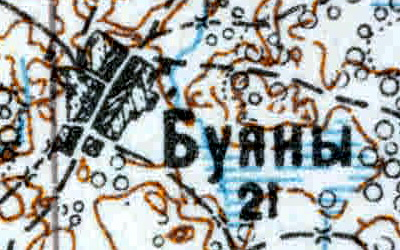
Деревня Буяны карте 1926 года

Согласно топографической карте 1926 года деревня насчитывала 21 двор.
По данным 1933 года деревня Буяны входила в состав Шильцевского сельсовета Лужского района.
По данным 1966 и 1973 годов деревня Буяны также входила в состав Шильцевского сельсовета.
По данным 1990 года деревня Буяны входила в состав Ретюнского сельсовета.

### 1991 год — настоящее время
В 1997 и 2002 году в деревне Буяны Ретюнской волости не было постоянного населения.
В 2007 году в деревне Буяны Ретюнского СП проживал 1 человек.

## География
Деревня расположена в южной части района к югу от автодороги 41К-145 (Ретюнь — Сара-Лог).
Расстояние до административного центра поселения, деревни Ретюнь — 14 км.
Расстояние до ближайшей железнодорожной станции Серебрянка — 4 км.
К востоку от деревни протекает река Серебрянка.

## Демография
| 1862 | 2007 | 2010 | 2017 |
| ---- | ---- | ---- | ---- |
| 41   | ↘1   | →1   | ↘0   |

## Улицы
Лесная.